# Jüdischer Friedhof (Lipsko)

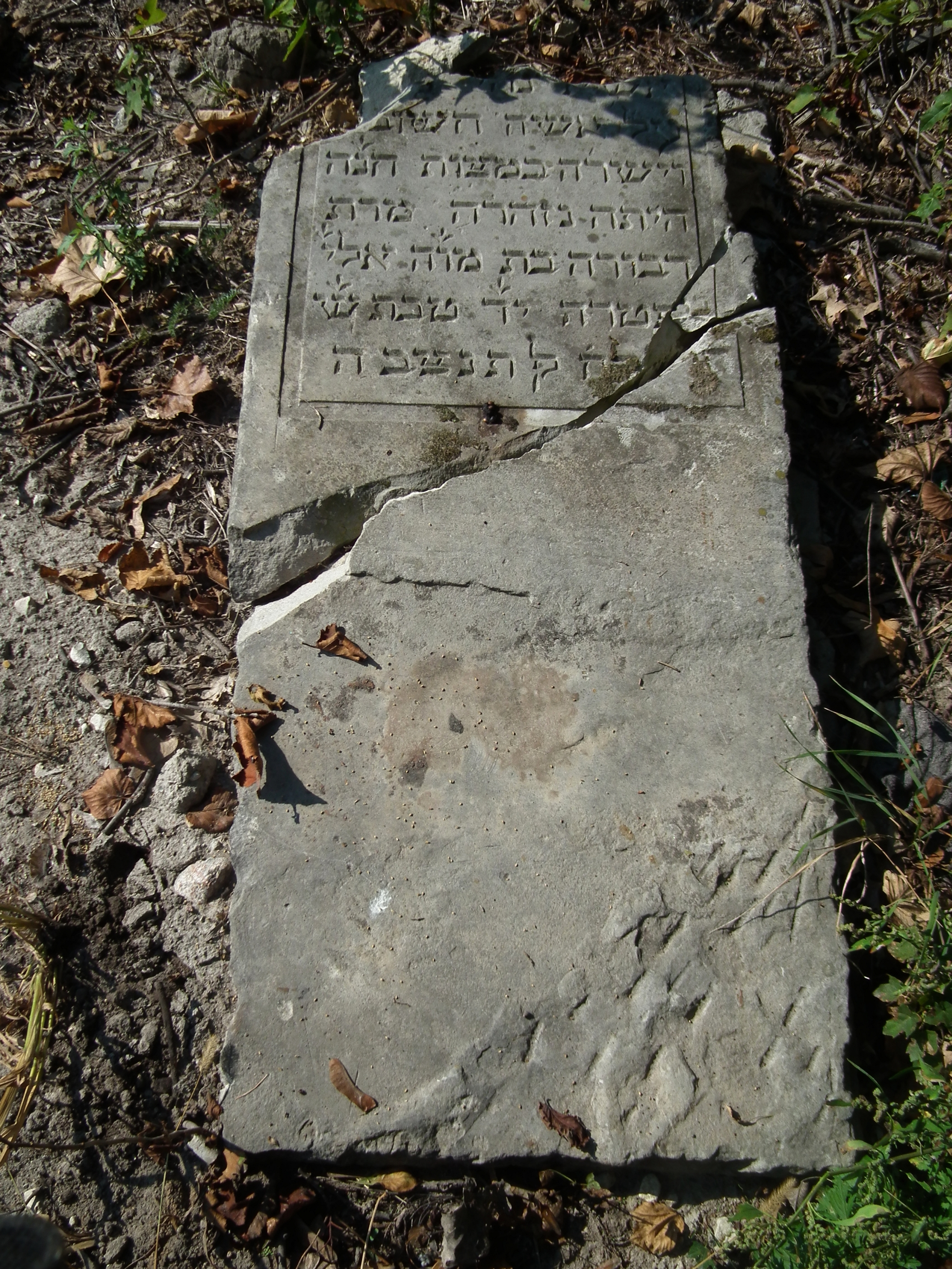
Grabstein auf dem Jüdischen Friedhof Lipsko (2016)

Der Jüdische Friedhof Lipsko in Lipsko, einer Stadt im Powiat Lipski in der Woiwodschaft Masowien in Polen, wurde im Zweiten Weltkrieg verwüstet. 
Die Fläche des Jüdischen Friedhofs, auf dem sich heute ein Park befindet, betrug etwa 1,5 ha. Die letzte Beerdigung fand im Jahr 1942 statt. Es sind Grabsteinfragmente vorhanden.